# 2016년 하계 올림픽 중앙아프리카 공화국 선수단
2016년 하계 올림픽 중앙아프리카 공화국 선수단은 브라질 리우데자네이루에서 개최된 2016년 하계 올림픽에 참가한 올림픽 중앙아프리카 공화국 선수단이다.

## 메달 집계

### 종목별 참가 선수 및 메달 집계
| 종목 | 1 | 2 | 3 | 합계 |
| 복싱 | 0 | 0 | 0 | 0    |
| 역도 | 0 | 0 | 0 | 0    |
| 합계 | 0 | 0 | 0 | 0    |

## 같이 보기
- 올림픽 중앙아프리카 공화국 선수단